# ペンシルベニア駅 (ボルチモア)
ペンシルベニア駅（英語：Pennsylvania Station）はアメリカ合衆国メリーランド州のボルチモアにある鉄道駅。愛称は「ボルチモア・ペン・ステーション」。

## 概要
アメリカの鉄道幹線「北東回廊」上にある主要駅。アムトラックの長距離列車、メリーランド交通局の通勤列車MARCが乗り入れる 。

## 歴史
1911年、ペンシルベニア鉄道とウェスタン・メリーランド鉄道の共同使用駅として開業した。開業時の名称は「ボルチモア・ユニオン駅」。

## ギャラリー

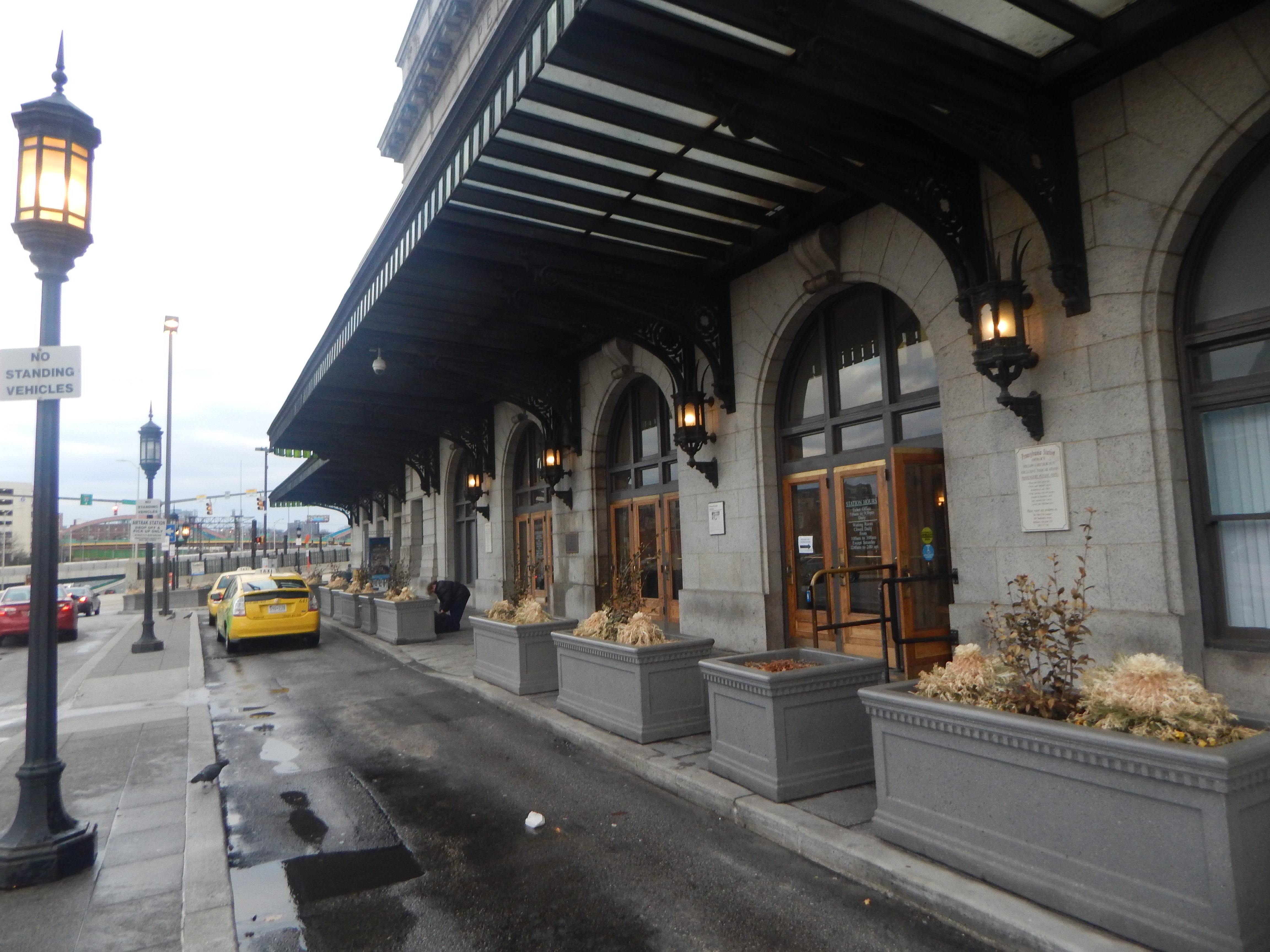
玄関
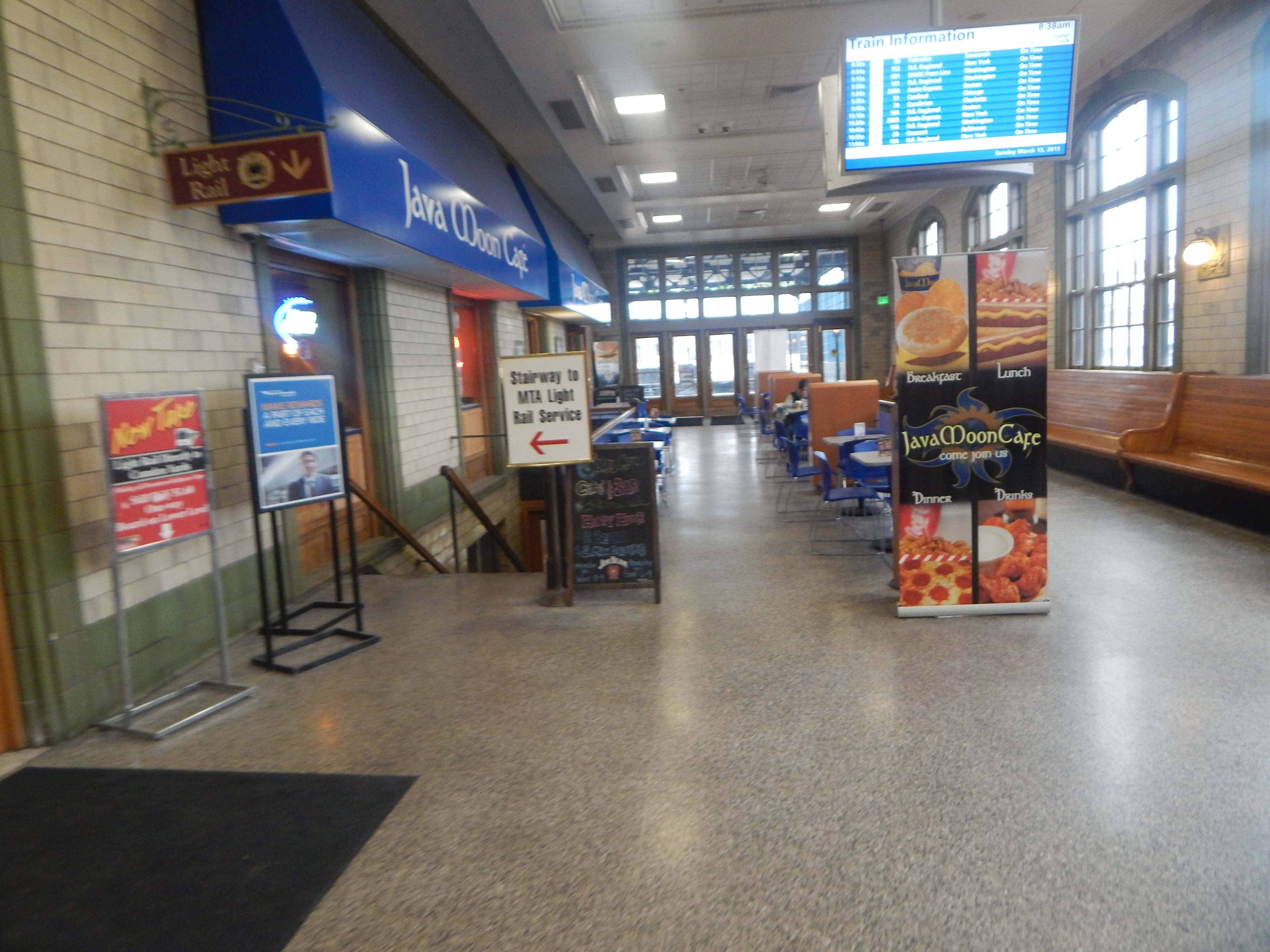
カフェ
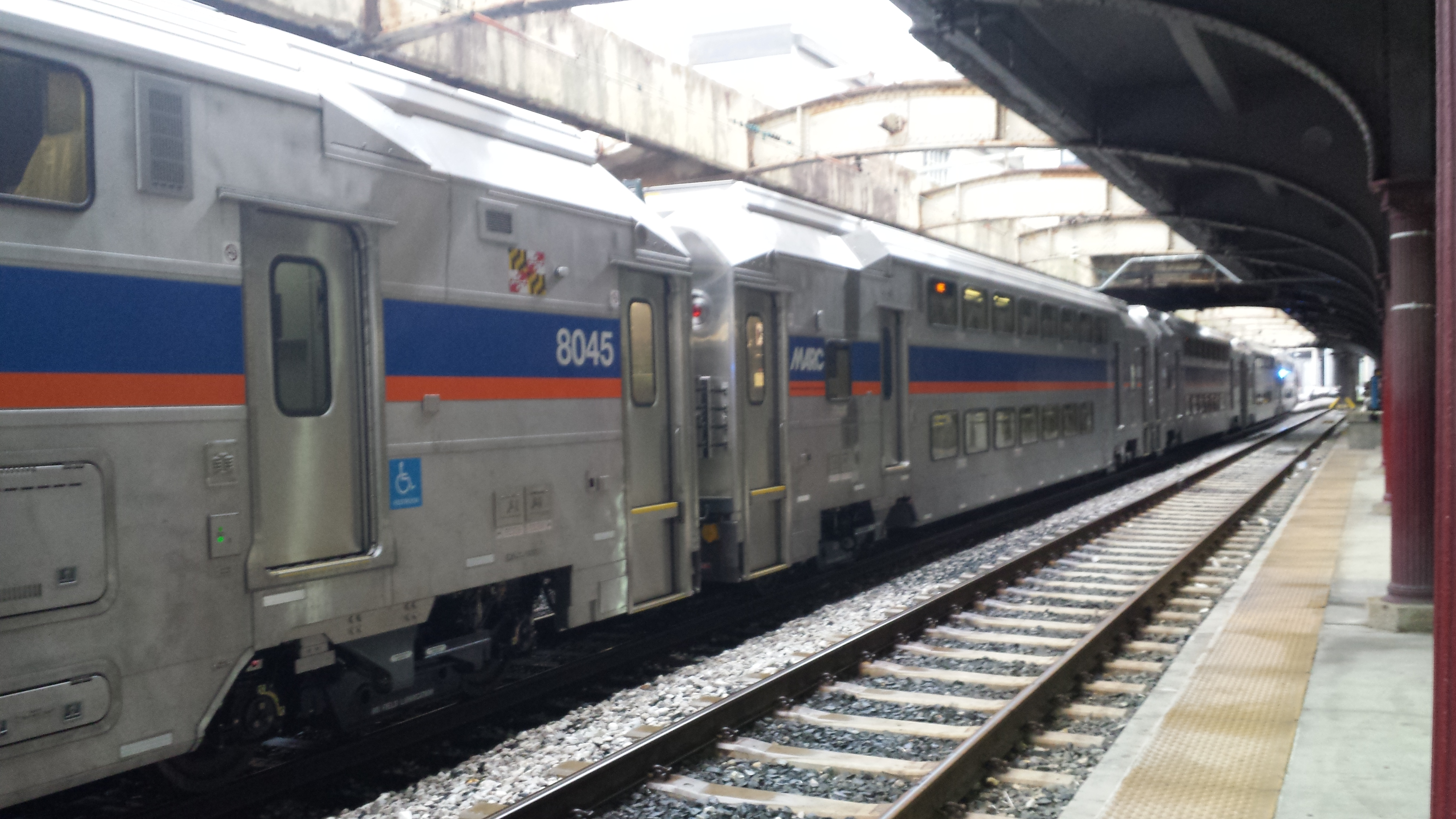
MARCの客車